# Plování těles

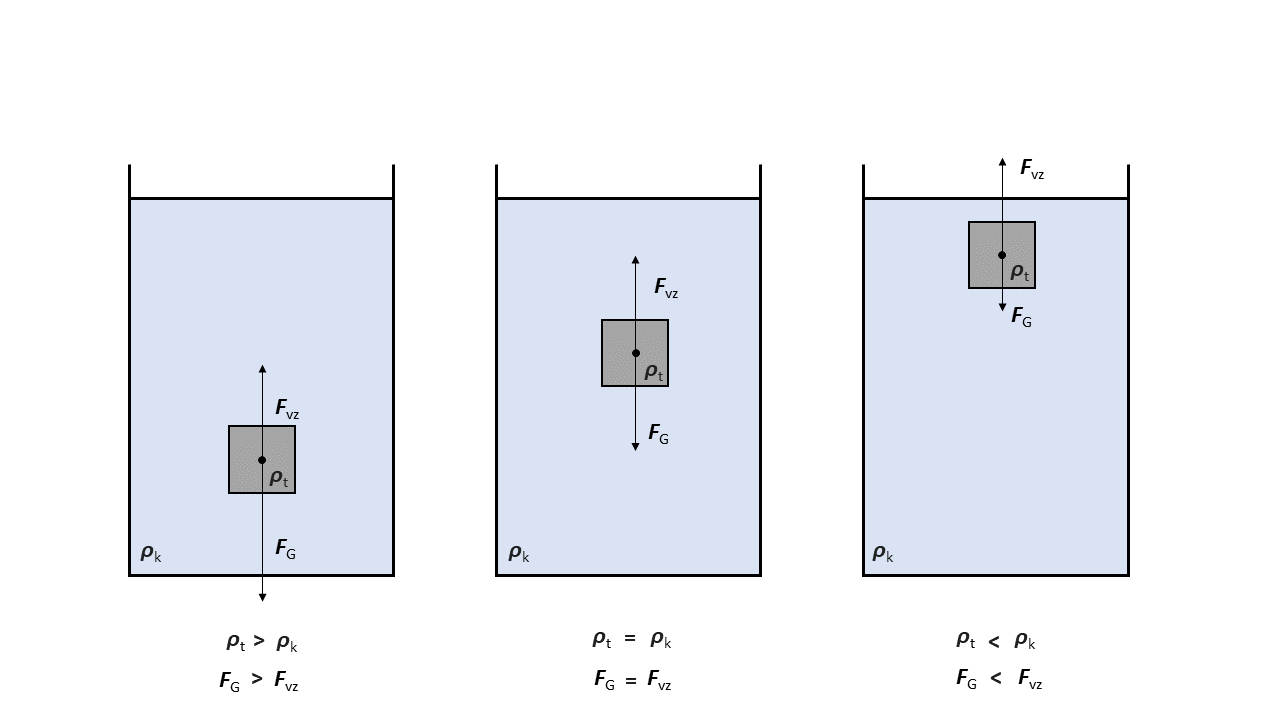
Plování těles

Plování těles je jev, kdy vztlaková síla působící na těleso plně ponořené do kapaliny je větší než tíhová síla přitahující těleso k Zemi. Těleso tedy podle Archimédova zákona stoupá směrem k hladině, část z něj se vynoří nad hladinu, čímž se vztlaková síla zmenší tak, že se vyrovná s tíhovou silou.
Jedná se tedy o případ, kdy je (průměrná) hustota tělesa ponořeného do kapaliny menší než hustota kapaliny. Archimedova zákona lze využít také k posouzení chování tělesa v okamžiku, kdy se těleso dostane na hladinu kapaliny.
Jazykové kodifikační příručky považují sloveso „plovat“ pouze za zastaralou verzi slovesa „plavat“ bez významového rozlišení, oba výrazy pro aktivní i pasivní význam. Ve fyzikálních textech dosud převažuje původní termín „plování těles“, i když ojediněle, převážně v materiálech pro základní školy, se objevuje i „plavání těles“.

## Matematické vyjádření
Těleso plovoucí na hladině kapaliny je částečně ponořeno do kapaliny a část tělesa se nachází mimo kapalinu. Vztlaková síla, která působí na ponořenou část tělesa musí být v rovnováze s tíhovou silou působící na těleso, tzn.
{\displaystyle V_{p}\rho _{k}g=V\rho _{t}g},
kde {\displaystyle V_{p}} je objem ponořené části tělesa, {\displaystyle V} je objem celého tělesa, {\displaystyle \rho _{t}} je hustota tělesa, {\displaystyle \rho _{k}} je hustota kapaliny a {\displaystyle g} je tíhové zrychlení.
Z předchozího vztahu obdržíme pro objem ponořené části tělesa výraz
{\displaystyle V_{p}=V{\frac {\rho _{t}}{\rho _{k}}}={\frac {M}{\rho _{k}}}},
kde {\displaystyle M} označuje hmotnost celého tělesa.

## Osa plování
Působiště tíhové síly G, působící na těleso, je v těžišti tělesa {\displaystyle T}. Kapalina působí na ponořenou část tělesa vztlakovou silou, která má působiště v těžišti ponořené části tělesa {\displaystyle T_{p}}. Obecně oba body {\displaystyle T} a {\displaystyle T_{p}} nesplývají, takže působící síly vytváří silový moment, který působí na těleso. Těleso se působením tohoto momentu snaží natočit tak, aby obě síly ležely na společné svislici, která se nazývá osa plování.

## Metacentrum

Stabilita plování.

O stabilitě plování tělesa rozhoduje vzájemná poloha tzv. metacentra {\displaystyle M} a těžiště tělesa {\displaystyle T}. Jako metacentrum se označuje průsečík přímky vztlakové síly s osou plování při vychýlení ze svislé polohy.
Mohou nastat následující případy polohy metacentra a těžiště.
- Pokud je metacentrum nad těžištěm tělesa, moment síly vzniklý vychýlením osy plování se snaží vrátit těleso zpět do původní polohy a jde tedy o stabilní polohu (viz obr. b).
- Pokud leží metacentrum pod těžištěm, pak dochází ke zvětšování výchylky a jde o polohu labilní (viz obr. a).
- Pokud metacentrum splývá s těžištěm, jde o polohu indiferentní (viz obr. c).